# Jeffie Versin
Jeffie Versin (* 14. Juni 2000) ist ein belgischer Eishockeyspieler, der seit 2016 beim IHC Leuven in der belgisch-niederländischen BeNe League spielt.

## Karriere
Jeffie Versin begann seine Karriere in der Jugend des IHC Leuven in seiner Geburtsstadt. Für diesen debütierte er 2016 in der belgisch-niederländischen BeNe League. Während er zunächst auch in der zweiten Mannschaft in der belgischen National League spielte, kommt er seit 2017 ausschließlich in der BeNe League zum Einsatz.

### International
Für Belgien nahm Versin im Juniorenbereich an den U18-Weltmeisterschaften 2017 in der Division II und 2018 in der Division III, als nach dem Abstieg im Vorjahr der sofortige Wiederaufstieg gelang, sowie den U20-Weltmeisterschaften 2017, 2018, 2019 und 2020 jeweils in der Division II teil.
Für die Herren-Nationalmannschaft spielte er erstmals bei der Weltmeisterschaft der Division II 2022. Auch 2023 spielte er dort.

## Erfolge und Auszeichnungen
- 2018 Aufstieg in die Division II, Gruppe B, bei der U18-Weltmeisterschaft der Division III, Gruppe A

## BeNe-League-Statistik
(Stand: Ende der Spielzeit 2022/23)